# Viktor Wutte
Viktor Wutte (* 19. September 1881 in Graz; † 28. November 1962 ebenda) war ein steirischer Rechtsanwalt, Politiker und Industrieller.
Viktor Wutte trat vor allem in der Zwischenkriegszeit auf der politischen und wirtschaftlichen Szene der Steiermark in Erscheinung. Er war Mitglied der steirischen Landesregierung (Landesrat) vom 6. November 1918 bis zum 27. Mai 1919, erwarb in der Inflationszeit ein großes Vermögen und galt als der „steirische Stinnes“. Wuttes Gruppierung beherrschte unter anderem ab 1921 die Graz-Köflacher Eisenbahn- und Bergbaugesellschaft GKB. Wutte wurde Vorstandsmitglied des Verbandes der Österreichischen Industriellen und gehörte als Mitglied der Großdeutschen Partei der Konstituierenden Nationalversammlung vom 4. März 1919 bis zum 9. November 1920 an. Zu Wuttes vielfältigen Aktivitäten gehörte unter anderem auch, dass er von 1922 bis 1924 die geschäftliche Leitung der Grazer Oper innehatte und in dieser auch Kinoaufführungen veranstalten ließ.
In seiner Zeit als Präsident der GKB geriet diese in eine wirtschaftliche Krise. Ein nennenswerter Anteil an dieser Krise wird den ihm zugeschriebenen „fragwürdigen Geschäftspraktiken“ und „undurchsichtigen Machenschaften“ angelastet, die letztlich auch zu seiner Verhaftung und strafgerichtlichen Anklage führten.
Nach seinem Ausscheiden aus der GKB legte er die Rechtsanwaltsprüfung ab und vertrat u. a. 1934 einen Mann, der wegen Sprengstoffanschlägen in nationalsozialistischen Zusammenhängen in Schwanberg zu Ersatzleistungen herangezogen worden war. Als Grund für seinen Berufswechsel gab er an „1927 wurde meine industrielle Position wegen meiner nationalen Einstellung durch die Juden im Verein mit der sogenannten rot-schwarzen Koalition gestürzt …“.
Der Zusammenbruch der von Wutte kontrollierten Centralbank der deutschen Sparkassen gehörte zu den großen Wirtschaftskandalen der österreichischen Ersten Republik. Wutte war auch dem 1926 kurzfristig nach Kuba ausgewanderten Finanzminister Jakob Ahrer freundschaftlich verbunden.